# Филиппов, Дмитрий Филиппович
Дми́трий Фили́ппович Фили́ппов (8 ноября 1904, Золотово, Новгородская губерния — 22 апреля 1967, Ленинград) — советский живописец и педагог, член Ленинградского Союза художников.

## Биография
Родился 8 ноября 1904 года в деревне Золотово Тихвинского уезда в крестьянской семье. В 1928 году поступил на живописный факультет ленинградского ВХУТЕИНа, который окончил в 1932 году с присвоением звания художника монументальной живописи. Дипломная работа — роспись стен в доме отдыха посёлка Мартышкино под Ленинградом. В этом же году был принят в члены Ленинградского Союза Советских художников.
В 1931—1933 годах работал проектировщиком в Ленжилгражданпроекте, затем художником в Ленизо. С конца 1920-х участвовал в выставках АХРР, затем ЛССХ, экспонируя свои работы вместе с произведениями ведущих мастеров изобразительного искусства Ленинграда. Писал портреты, жанровые композиции, натюрморты, пейзажи. С 1933 по 1943 год преподавал живопись в Ленинградском художественно-педагогическом училище. После начала Великой Отечественной войны оставался в Ленинграде, участвовал в строительстве оборонительных сооружений, в уличном оформлении районов города. Принимал участие в выставках художников Ленинградского фронта. В 1943—1945 проходил службу в 26 запасной дивизии в должности помощника командира отделения. Награждён медалями «За оборону Ленинграда» (1942), «За доблестный труд в Великую Отечественную войну» (1945), «За победу над Германией» (1945).
Демобилизовался в 1945 году в звании младшего сержанта. В том же году возглавил факультет живописи только что открытого ЛВХПУ, оставаясь в этой должности свыше двадцати лет. Был одним из создателей кафедры монументально-декоративной живописи ЛВХПУ имени В. И. Мухиной, возглавляя её в 1946—1948 и 1965—1967 годах. Среди произведений, созданных художником, картины «На фронт» (1933), «В поле» (1934), «Ленинградцы в дни блокады», «Вид из окна», «Пленные немцы» (все 1942), «Бой за Ям—Ижоры» (1943), «Суворов» (1944), «Пленные фрицы» (1945), «Фрукты на круглом столе» (1956), «Фрукты. Натюрморт» (1957), «Натюрморт» (1958), «Маки. Натюрморт», «Фрукты на белом. Натюрморт» (обе 1959), «Цветы и фрукты» (1960), «Георгины», «Жёлтые цветы», «Маки» (все 1961), «Маки на цветной ткани» (1962) и другие.
Скончался 22 апреля 1967 года в Ленинграде на 63-м году жизни.
Произведения Д. Ф. Филиппова находятся в музеях и частных собраниях в России, Японии, Франции и других странах.

## Выставки
- 1956 год (Ленинград): Осенняя выставка произведений ленинградских художников.
- 1957 год (Ленинград): 1917 — 1957. Выставка произведений ленинградских художников.
- 1958 год (Ленинград): Осенняя выставка произведений ленинградских художников.
- 1960 год (Ленинград): Выставка произведений ленинградских художников 1960 года.
- 1960 год (Ленинград): Выставка произведений ленинградских художников.
- 1961 год (Ленинград): Выставка произведений ленинградских художников.
- 1962 год (Ленинград): Осенняя выставка произведений ленинградских художников.